# Ron Fogg
Ronald William J. Fogg (sinh ngày 3 tháng 7 năm 1938) là một cựu cầu thủ bóng đá người Anh thi đấu ở Football League ở vị trí tiền đạo.